# Рашиця (Любляна)
Рашиця (словен. Rašica) — поселення в общині Любляна, Осреднєсловенський регіон, Словенія. Висота над рівнем моря: 421,2 м.